# Nikki Grahame
Nicola Rachele-Beth "Nikki" Grahame, född 28 april 1982 i Northwood i Hillingdon i London, död 9 april 2021 i London, var en brittisk prisbelönad dokusåpadeltagare, modell och programledare. 
Grahame hamnade på femte plats i Big Brother UK 2006. Hon blev utröstad först efter ungefär 50 dagar inne i huset, men blev veckan före finalen inröstad igen av engelska folket. 
Grahame skrev under 2007 en bok om sin tid i Big Brother. Grahame fick efter Big Brother-tiden också sin egen dokusåpa som kallades Princess Nikki. Grahame var också statist i serien Eastenders och programledare för "The Friday Night Project". Hon vann den 31 oktober 2006 pris under galan National Television Awards i kategorin "Mest populära TV-personlighet". Samma år blev Grahame tvåa i BBC:s mindre smickrande omröstning om "Mest irriterande kändisen år 2006". Hon blev också den tolfte mest omskrivna personen i engelsk press under samma år, detta enligt undersökningen "2006 Fame Review" gjord av Channel 4. Nikki Grahame medverkade under 2007–2008 i ett antal TV-program som "Celebrity Scissorhands", "8 out of 10 Cats" och "The weakest link".
Grahame avled den 9 april 2021, 38 år gammal.

## Privatliv
Nikki Grahame hade ett förhållande med Big Brother-medtävlaren och vinnaren Pete Bennett, och senare också modellen Calum Best. Hon var även i ett förhållande med dokusåpadeltagaren Will Collin från serien Shipwrecked. Förhållandet avslutades under sommaren 2009.